# Natalya Burdyga
Natalya Leonidovna Burdyga (russe : Наталья Леонидовна Бурдыга), née le 26 octobre 1983 à Tchaïkovski, est une biathlète russe naturalisée ukrainienne.

## Biographie
En 2003, elle remporte trois médailles d'or aux Championnats d'Europe junior.
Aux Jeux olympiques d'hiver de 2014, elle participe uniquement au relais mixte, conclu par l'Ukraine au septième rang.
En 2016, Burdyga finit sa carrière internationale après un podium sur le relais de Coupe du monde disputé à Presque Isle.

## Vie privée
En 2017, elle se marie avec le biathlète slovaque Martin Otčenáš.

## Palmarès

### Jeux olympiques d'hiver
| Épreuve / Édition           | Individuel | Sprint | Poursuite | Départ en masse | Relais | Relais mixte |
| Jeux olympiques 2014 Sotchi | -          | -      | -         | -               | -      | 7e           |

Légende :

 : première place, médaille d'or

 : deuxième place, médaille d'argent

 : troisième place, médaille de bronze

 : pas d'épreuve

- : Non disputée par Burdyga

### Championnats du monde
| Épreuve / Édition             | Sprint | Poursuite | Individuel | Départ en masse | Relais | Relais mixte |
| Mondiaux 2011 Khanty-Mansiïsk | -      | -         | 18e        | -               | -      | -            |
| Mondiaux 2012 Ruhpolding      | 49e    | DNS       | 12e        | -               | 6e     | 14e          |
| Mondiaux 2013 Nové Město      | -      | -         | -          | -               | -      | 9e           |

Légende :

 : première place, médaille d'or

 : deuxième place, médaille d'argent

 : troisième place, médaille de bronze

— : non disputée

DNS : n'a pas pris le départ

### Coupe du monde
- Meilleur classement général : 21e en 2012.
- Meilleur résultat individuel : 6e.
- 4 podiums en relais : 2 deuxièmes places et 2 troisièmes places.

#### Différents classements en Coupe du monde
| Année     | Classement général final | Sprint | Poursuite | Individuel | Mass start |
| 2009-2010 | 64e                      | 82e    | 58e       | 40e        | -          |
| 2010-2011 | 45e                      | 52e    | 33e       | 37e        | -          |
| 2011-2012 | 21e                      | 23e    | 22e       | 18e        | 25e        |
| 2012-2013 | 49e                      | 49e    | 46e       | -          | 43e        |
| 2013-2014 | 39e                      | 43e    | 45e       | 51e        | 26e        |
| 2014-2015 | 41e                      | 41e    | 38e       | 54e        | 33e        |
| 2015-2016 | 57e                      | 62e    | 49e       | 51e        | -          |

### Championnats d'Europe
- Médaille d'or du relais en 2015.

### Championnats d'Europe junior
- Médaille d'or du sprint, de la poursuite et du relais en 2003 (pour la Russie).
- Médaille d'or du relais en 2004 (pour la Russie).
- Médaille d'argent de l'individuel en 2004.

### IBU Cup
- 1 victoire.